# Kéked
Kéked är en ort (by) i provinsen Borsod-Abaúj-Zemplén i nordöstra Ungern. Orten har 257 invånare (2024), på en yta av 13,01 km². Den ligger vid gränsen till Slovakien, cirka 64,5 kilometer nordost om Miskolc.